# 스파이 게임 (2001년 영화)
《스파이 게임》(영어: Spy Game)은 2001년 개봉한 미국의 첩보 액션 스릴러 영화이다. 토니 스콧이 연출했으며, 로버트 레드퍼드, 브래드 피트 등이 출연하였다.

## 줄거리
1991년 현장직 은퇴 직전인 중앙 정보국(CIA) 요원 네이선 뮤어는 미국이 한참 중국과 무역 협정을 마무리하는 중요한 시기에 수제자 톰 비숍이 쑤저우시에서 허가를 받지 않은 작전을 수행하다가 간첩 혐의로 체포됐으며 24시간 내로 처형될 예정이라는 사실을 알게 된다. CIA가 비숍을 버리려 하고 있음을 눈치 챈 뮤어는 CIA 윗선 몰래 비숍 구출 작전에 들어간다.

## 출연진
- 로버트 레드퍼드 - 네이선 뮤어 역
- 브래드 피트 - 톰 비숍 역
- 캐서린 매코맥 - 엘리자베스 해들리 역
- 스티븐 딜레인 - 찰스 하커 역
- 래리 브리그먼 - 트로이 폴저 역
- 메리앤 존뱁티스트 - 글래디스 제닙 역
- 켄 렁 - 리 역
- 데이비드 해밍스 - 해리 덩컨 역
- 마이클 폴 챈 - 빈센트 비 응오 역
- 개릭 헤이건 - 사이 윌슨 역
- 매슈 마시 - 윌리엄 바이어스 박사 역
- 앤드루 그레인저 - 앤드루 엉거
- 에이드리언 팽 - 장 역

## 우리말 녹음
KBS 성우진
- 배한성 - 네이선 뮤어(로버트 레드퍼드)
- 김승준 - 톰 비숍(브래드 피트)
- 서지연 - 엘리자베스 해들리(캐서린 매코맥)
- 윤세웅 - 찰스 하커(스티븐 딜레인)
- 박상일 - 트로이 폴저(래리 브리그먼)
- 노민 - 해리 덩컨(데이비드 헤밍스)
- 이제인 - 글래디스 제닙(메리앤 존뱁티스트)
- 위훈 - 월슨(개릭 헤이건)
- 심승한 - 윌리엄 바이어스(매슈 마시)
- 남도형 - 앤드루 엉거(앤드루 그레인저) / 장(에이드리언 팽)
- 권창욱 - 미치 앨퍼드(제임스 오브리)
- 김동하 - 두메트(오미드 절릴리)

## 같이 보기
- 미국–중국 관계